# Губно-губной одноударный согласный
Губно-губной одноударный согласный — неротический тип согласного звука. Звук малораспространен, зачастую является аллофоном губно-зубного одноударного согласного.
Зачастую звук транскрибируется как w с диакритическим знаком сверху, показывающим его короткость, [w̆].

## Примеры
| Язык | Язык | Слово | МФА  | Перевод    | Примечания                           |
| ---- | ---- | ----- | ---- | ---------- | ------------------------------------ |
| Моно | Моно | vwa   | [ѵ̟a] | 'посылать' | Противопоставляется звукам /v/ и/w/. |